# Az-Zulfi
Az-Zulfi (arab. الزلفي) – miasto w środkowej Arabii Saudyjskiej, w prowincji Rijad. Według spisu ludności na rok 2010 liczyło 60 867 mieszkańców .